# Alleur
Alleur (în valonă Aleur) este o secțiune a comunei belgiene Ans, situată în Regiunea Valonă, în provincia Liège.
A fost o comună de sine stătătoare până la fuziunea comunelor din 1977. Fosta comună Xhendremael a fuzionat cu ea la 17 iulie 1970.

## Toponimie
Numele satului ar putea proveni din latinul allodium (în franceză alleu), un termen din dreptul feudal care desemna o moștenire liberă de orice redevență.

## Istorie
În Evul Mediu, senioria Alleur aparținea episcopului. În 1332, episcopul a cedat-o capitlului catedralei Saint-Lambert și i-a alipit cătunul Hombroux. Senioria ecleziastică Alleur-Hombroux va aparține capitlului Saint-Lambert până la revoluția din Liège.
Alleur a fost distrus de Carol Temerarul în 1468, în timpul celui de-al treilea război din Liège, și reconstruit rapid. Doi ani mai târziu, erau numărate șaizeci de familii în Alleur și șaizeci și trei în Hombroux. Sediul curții de justiție din Alleur și Hombroux era situat în locul numit „Tiyou”.
Parohia Alleur, atașată de cea din Xhendremael, făcea parte din conciliul de la Tongres. Capitulul Saint-Lambert era collatorul și decimatorul acesteia. Capela din Hombroux depindea de parohia din Ans. Zeciuiala aparținea colegialei Saint-Pierre încă din secolul al X-lea. Niciuna dintre aceste capele nu avea baptisteriu și nu se oficiau în ele funeralii.

## Demografie
Surse: INS
- 1831 până în 1970 = recensăminte; 1976 = numărul de locuitori la 31 decembrie
- 1976: Anexarea localității Xhendremael la 1 ianuarie 1971

## Patrimoniu

### Castel-fermă din Hombroux
Castelul-fermă din Hombroux era inițial, în 1248, o fermă (grange) destinată exploatării terenurilor pe care abația din Val Benoît le deținea în Hombroux. Clădirile actuale datează din 1730 și au fost clasate de Comisia Regală pentru Monumente și Situri.
Fermă este amenajată în prezent în locuințe și birouri. Nu este accesibilă publicului.

### Capela din Hombroux
Această capelă foarte veche a fost reconstruită în epoca romanică, în secolul al XII-lea. În secolul al XVII-lea, a fost alungită și lărgită pe baza clădirii romanice. De descoperit în interior:
- bănci din secolul al XVIII-lea;
- statui din secolele XVII și XVIII;
- pietre funerare înzestrate cu blazoane.

Pe capelă apar datele 1606 și 1695.

### Grota Notre-Dame
Grota Notre-Dame de Lourdes a fost ridicată în 1930 pentru a cere intercesiunea Fecioarei pentru două locuitoare din Alleur: Rosine Namotte și Josée Petry.

### Les Coureurs
MET a instalat o sculptură din metal colorat realizată de Andrien Mady Adrien la cele două sensuri giratorii de la ieșirea 32 a autostrăzii A3-E40 (pe rue de l'Expansion). Această sculptură reprezintă publicul, cicliștii și câștigătorul (bineînțeles, în galben) unei curse cicliste.

### Diverse monumente dedicate eroilor celor două războaie mondiale din secolul al XX-lea
Pe teritoriul comunei Alleur se găsesc mai multe monumente dedicate celor căzuți în cele două războaie mondiale din secolul al XX-lea (de la stânga la dreapta):
- pe rue de la Résistance;
- pe rue de Waroux, în memoria celor doi frați Everard de Harzir (fiii proprietarilor castelului Waroux). Se poate citi următorul text:

„Aici a căzut eroic, la 4 septembrie 1944, pentru Patrie și pentru Rege, Philippe Everard de Harzir, locotenent în Armata Secretă, reînnoind sacrificiul fratelui său Alain Everard de Harzir, locotenent în regimentul 1er Lanciers, căzut în lupta de la Passendaele, la 27 mai 1940.”